# Селин и Жюли совсем заврались
«Селин и Жюли совсем заврались» (фр. Céline et Julie vont en bateau) — один из самых знаменитых фильмов французского кинорежиссёра Жака Риветта. Премьера во Франции состоялась в сентябре 1974 года. 

## Название
Название фильма заключает в себе (как это нередко бывает у Риветта) игру слов: французское aller en bateau (буквально: «плыть на лодке») имеет фигуральный смысл: «нести околесицу». В фильме актуализированы оба значения (лодка появляется почти под занавес, зато всё происходящее может рассматриваться как плод разгорячённого воображения двух подруг).

## Сюжет
Библиотекарша Жюли сидит в обычном парижском сквере и увлечённо читает книгу по магии. Внезапно пробегающая мимо неё экстравагантная девица (фокусница Селин) теряет свой шарф. Жюли долго гонится за ней, в конце концов они становятся подругами. Благодаря случаю они открывают для себя таинственный особняк на улице Яблочного надира (фр. rue du Nadir-aux-Pommes). Девушки поочерёдно отправляются в странный дом, попадая в роли медсестры в одну и ту же разыгрывающуюся там изо дня в день сцену, запечатлевающуюся в их сознании лишь фрагментарно. Эта вставная сюжетная линия с участием призрачных персонажей постепенно всё больше напоминает готический роман, однако режиссёр соединяет приметы макабра с насыщенной кабаретными номерами комедией. В финале мы видим зеркально отражённую завязку: теперь уже Селин сидит на скамейке, а Жюли пробегает мимо неё и т. д. Сказка про белого бычка продолжается.

## Главные герои
В фильме три главных героя: Селин, Жюли и Париж (главным образом — Монмартр и прилегающие к нему кварталы). Как и в другом фильме Риветта — «Северный мост» — Париж в «Селин и Жюли» становится своеобразным игровым полем, на котором разворачиваются полуфантастические события.